# Saintry-sur-Seine
Saintry-sur-Seine település Franciaországban, Essonne megyében. Lakosainak száma 5853 fő (2022. január 1.). Saintry-sur-Seine Saint-Pierre-du-Perray, Corbeil-Essonnes és Morsang-sur-Seine községekkel határos.

## Népesség
A település népessége az elmúlt években az alábbi módon változott:
| Lakosok száma | 5343 | 5654 | 5770 | 5720 | 5758 | 5797 | 5835 | 5829 | 5853 |
|               | 2013 | 2015 | 2016 | 2017 | 2018 | 2019 | 2020 | 2021 | 2022 |